# Златко Ракоњац
Златко Ракоњац је српски гласовни глумац рођен 3. фебруара 1983. године.
Живи и ради у Београду.

## Биографија
Златко Ракоњац је глумац који је одрастао уз музички жанр рокенрол.Потиче из породице где му је отац био рокер, стриц хипик. Музику коју је слушао у детињству су били Дорси, Цепелин, Битлси и Стонси. Неколико година по оснивању прикључио се бенду Посно прасе као певач. Глумом се није бавио док није уписао глумачку академију. Инспирацију да упише глуму су му дали редитељи Горан Марковић и Горан Паскаљевић. Имао је дебитантску улогу у филму Ми нисмо анђели 3, у којем је он отпевао све рокенрол нумере.
Он је један период од осам година боравио у Француској где је снимао неколико серија и филмова, али није остварио велики успех и одлучио је да се врати у Србију, тако да сада живи и ради у Србији.

## Улоге

### Филмографија
| Год.       | Назив                  | Улога                       |
| ---------- | ---------------------- | --------------------------- |
| 2006.      | Ми нисмо анђели 3      | Марко                       |
| 2006.      | Не скрећи са стазе     |                             |
| 2008.      | На лепом плавом Дунаву | Јанош из Мађарске           |
| 2011—2012. | Жене са Дедиња         | Макс                        |
| 2021.      | Три мушкарца и тетка   | Гордон                      |
| 2021.      | Коло среће             | Коста Рашић / Петар Данилов |
| 2022—2023. | Од јутра до сутра      | Стефан Тошић                |

### Спотови
- И после свега — Човек без слуха (2018)[3]